# Tào Ngụy
Tào Ngụy (曹魏) là một trong 3 quốc gia thời Tam Quốc trong lịch sử Trung Hoa, kinh đô ở Lạc Dương. Tào Ngụy do Tào Tháo xây dựng tiền đề nhưng con trai Tào Tháo là Tào Phi là người thiết lập nên Tào Ngụy. Tào Phi là vị hoàng đế đầu tiên của Tào Ngụy. Tào Ngụy đã bị Tư Mã Viêm xóa sổ và lập nên nhà Tây Tấn vào tháng 2 dương lịch năm 266, sau đó thống nhất Trung Quốc. Nhà Ngụy kéo dài từ 220 đến 266 theo dương lịch, chiếm cứ vùng bắc Trung Quốc.

## Lịch sử

### Thành lập
Vào thời điểm nhà Hán suy yếu, khu vực Bắc Trung Quốc thuộc quyền kiếm soát của Tào Tháo. Nước Ngụy manh nha hình thành từ cuối thời Đông Hán.
Vào năm 213, Tào Tháo được Hán Hiến Đế Lưu Hiệp phong làm "Ngụy Công" (thực chất là ép Hiến Đế phong) và được trao quyền sở hữu Ngụy quận và 9 quận thuộc Ký châu làm nước riêng, đóng thủ phủ ở Nghiệp Thành. Nước Ngụy của Tào Tháo với tư cách là một nước chư hầu nằm trong lãnh thổ nhà Hán bắt đầu hình thành. Tháng 11 năm 213, Tào Tháo thiết lập một bộ máy triều đình nước Ngụy riêng biệt, có Thượng thư lệnh, Thị trung và 6 viên khanh. Chung Do được cử làm Tướng quốc.
Năm 216, Tào Tháo ép Hiến Đế phong làm "Ngụy Vương". Ngày 15 tháng 3 năm 220, Tào Tháo qua đời, con trưởng là Tào Phi kế ngôi "Ngụy Vương". Cũng trong năm này, ngày 11 tháng 12, Tào Phi cướp ngôi của Hán Hiến Đế và tự xưng là Hoàng đế, lập nên nước Ngụy. Gần như ngay sau đó, Lưu Bị lên ngôi Hoàng đế lập ra nước Thục Hán để tiếp tục dòng dõi của nhà Hán, và Tôn Quyền cho sứ giả sang xưng thần với Tào Phi để được phong làm Ngô Vương, sau đó lên ngôi Hoàng đế của Đông Ngô vào năm 229.
Tào Ngụy ít chiến tranh với Đông Ngô như với Thục Hán. Từ khi 3 quốc gia chính thức xưng hiệu, trong vòng hơn 40 năm, Tào Ngụy và Thục Hán đánh nhau 15 lần, 6 lần thời Gia Cát Lượng làm thừa tướng ở Thục (Lục xuất Kỳ Sơn) và 9 lần khi Khương Duy cầm quyền chỉ huy quân sự tại nước này (Cửu phạt trung nguyên).

### Suy vong
Thực quyền trong triều đình Tào Ngụy đã rơi vào tay họ Tư Mã sau khi Ngụy Minh Đế Tào Duệ mất (239). Tư Mã Ý diệt quan phụ chính trong tông thất nhà Ngụy là Tào Sảng và nắm trọn quyền hành. Sau khi Ý chết, con là Tư Mã Sư lên thay, phế Tào Phương, lập Tào Mao làm vua (254). Năm 260, em Tư Mã Sư là Tư Mã Chiêu giết Mao lập Tào Hoán. 
Trương Đễ, thừa tướng Đông Ngô thời Tam quốc, đánh giá nhà Tào Ngụy bên ngoài không được lòng dân, bên trong thì họ Tư Mã đã khống chế triều đình nên bị diệt vong là lẽ đương nhiên:
Tào Tháo dẫu công trùm Trung Hạ, uy chấn tứ hải, (nhưng) ưa chuộng quyền thuật, chinh phạt không thôi, dân sợ oai mà không nhớ đức vậy. Phi, Duệ nối ngôi, còn tàn ngược hơn, trong xây cung thất, ngoài sợ hùng hào, đông tây rong ruổi, không năm nào yên; họ gây mất lòng dân, đã lâu ngày rồi. Cha con Tư Mã Ý từ khi nắm quyền, nhiều lần lập công, dẹp bỏ hà khắc mà ban bố ân huệ, vì họ mưu đồ làm chúa mà cứu chữa căn bệnh ấy, lòng dân theo về, cũng đã lâu rồi. Bởi thế Hoài Nam ba lần loạn, mà phúc tâm không rối; cái chết của Tào Mao, tứ phương chẳng động... Cái gốc rễ của họ vững chắc rồi, gian kế đã lập rồi.
Tháng chạp năm Ất Dậu (tháng 2 năm 266), con Tư Mã Chiêu là Tư Mã Viêm cướp ngôi Hoàng đế của Tào Hoán, lập nên nhà Tấn. Tào Ngụy mất từ đó.

## Chế độ đồn điền
Để giải quyết vấn đề lương thực của quân đội và dân chúng, bộ tướng của Tào Tháo là Cức Đê đề xuất tổ chức đồn điền và được chấp nhận. Tào Tháo cử Mao Giới, Nhậm Tuấn là Điển nông trung lang tướng chủ quản về chấn hưng nông nghiệp. Cức Đê được cử làm Đồn điền Đô úy chủ quản việc xây dựng đồn điền tại khu vực Hứa Xương. Tất cá các địa phương đều phải đặt chức quan chuyên trách về đồn điền. Đồn điền trở thành quốc sách của tập đoàn họ Tào.
Tại các vùng cứ 50 hộ nông dân được hợp thành một đồn do Đồn điền Tư mã quản lý. Cấp trên của Đồn điền Tư mã là các quan chức Điển nông tại các quận, huyện. Mỗi hộ canh tác từ 30 đến 50 mẫu ruộng. Nếu dùng trâu bò của Nhà nước thì sau khi thu hoạch phải nộp 6/10 hoa lợi, nông dân thu về 4/10. Nếu dùng trâu bò riêng thì sau khi thu hoạch phải nộp 5/10 hoa lợi. Đồn điền cung cấp cho quân Tào hàng triệu hộc quân lương, giải quyết được nhu cầu lương thực. Có năm vùng Trung Nguyên gặp thiên tai, Tư Mã Ý đã vận chuyển từ Quan Trung đến 5 triệu hộc lương tiếp tế. Cuối đời Ngụy, đồn điền quân sự và dân sự ở hai vùng bắc và nam sông Hoài có dân số lên đến 30 vạn người. Số quân lương tích trữ được đủ cung cấp cho cuộc chiến của nhà Tây Tấn sau này tiêu diệt Đông Ngô. Chế độ đồn điền đã tạo cơ sở vững chắc cho chính quyền họ Tào đảm bảo lương thực cho chính quyền Ngụy Tấn.
Năm 265, Tư Mã Viêm lên chấp chính đã ra lệnh huỷ bỏ chế độ đồn điền của Tào Ngụy. Chế độ đồn điền chấm dứt.

## Dân số
Tổng lãnh thổ của ba nước Ngụy, Thục, Ngô rộng hơn so với thời Đông Hán. Ba nước không thể thôn tính được nhau nên tính tới chuyện cùng phát triển ra bên ngoài, thu thập các bộ tộc láng giềng nhỏ yếu hơn và văn hóa kém phát triển hơn. Ngụy thu phục người Tiên Ty, Ô Hoàn; Thục thu thập người Di ở phía nam và người Khương ở Thanh Hải; Ngô thu phục các tộc Bách Việt ở vùng núi ba tỉnh Giang, Chiết, Hoãn.
Về dân số, nhà Ngụy là mạnh nhất. Khi nhà Ngụy mất (265), quốc gia này có hơn 663.423 hộ gia đình và 4.190.891 người trong phạm vi biên giới của mình. Nhà Ngụy khi diệt Thục có dân số gấp 4 lần Thục. Tào Ngụy chiếm hơn 58% dân số và khoảng 40% diện tích toàn Trung Quốc khi đó. Với những nguồn lực này, nhà Ngụy có thể có tới 400.000 quân trong khi nhà Thục và Ngô có thể có 100.000 và 230.000 quân tương ứng: khoảng 10% dân số.

## Sản xuất nông nghiệp
Các công trình thủy lợi đại quy mô cũng được xây dựng. Đặng Ngải kiến nghị xây dựng hai con kênh tại Hoài Dương và Bách Xích trong khi tiến hành xây dựng đồn điền tại Hoài Bắc để dẫn nước sông Hoàng Hà thông với sông Hoài, sông Dĩnh nâng chiều dài số kênh đào tại vùng này lên đến hơn 300 dặm, cung cấp đủ nước tưới cho hơn 2 vạn khoảnh ruộng. Sản lượng lương thực được tăng lên, những đồn điền dưới thời Ngụy đều có sản lượng cao hơn thời Đông Hán rất nhiều. Theo sự nhận xét của nhà tư tưởng Phó Huyền (217 – 278), thời Tây Tấn, mỗi mẫu ruộng khô có sản lượng hơn 10 hộc, những vùng ruộng nước có sản lượng mấy chục hộc.

## Thế phả các hoàng đế Tào Ngụy
|                                  |                                  |                                  |                                  |                                  |                                  |  |  |                                   |                                   |                                   |                                   |                                   |                                   |  |  |                             |  |  |  |  |  |  |  |                                        |                                        | nhận nuôi                              |                                        |                                        |                                        |  |  |                                         |                                         |                                         |                                         |                                         |                                         |  |  |  |  |  |  |  |  |  |  |  |  |  |  |  |  |  |  |  |  |  |  |  |  |
|                                  |                                  |                                  |                                  |                                  |                                  |  |  |                                   |                                   |                                   |                                   |                                   |                                   |  |  | Ngụy Vũ Đế Tào Tháo 155-220 |  |  |  |  |  |  |  |                                        |                                        |                                        |                                        |                                        |                                        |  |  |                                         |                                         |                                         |                                         |                                         |                                         |  |  |  |  |  |  |  |  |  |  |  |  |  |  |  |  |  |  |  |  |  |  |  |  |
|                                  |                                  |                                  |                                  |                                  |                                  |  |  |                                   |                                   |                                   |                                   |                                   |                                   |  |  |                             |  |  |  |  |  |  |  |                                        |                                        |                                        |                                        |                                        |                                        |  |  |                                         |                                         |                                         |                                         |                                         |                                         |  |  |  |  |  |  |  |  |  |  |  |  |  |  |  |  |  |  |  |  |  |  |  |  |
|                                  |                                  |                                  |                                  |                                  |                                  |  |  |                                   |                                   |                                   |                                   |                                   |                                   |  |  |                             |  |  |  |  |  |  |  |                                        |                                        |                                        |                                        |                                        |                                        |  |  |                                         |                                         |                                         |                                         |                                         |                                         |  |  |  |  |  |  |  |  |  |  |  |  |  |  |  |  |  |  |  |  |  |  |  |  |
|                                  |                                  |                                  |                                  |                                  |                                  |  |  | Ngụy Văn Đế Tào Phi 187-220-226   | Ngụy Văn Đế Tào Phi 187-220-226   | Ngụy Văn Đế Tào Phi 187-220-226   | Ngụy Văn Đế Tào Phi 187-220-226   | Ngụy Văn Đế Tào Phi 187-220-226   | Ngụy Văn Đế Tào Phi 187-220-226   |  |  |                             |  |  |  |  |  |  |  | Nhậm Thành Uy vương Tào Chương 189-223 | Nhậm Thành Uy vương Tào Chương 189-223 | Nhậm Thành Uy vương Tào Chương 189-223 | Nhậm Thành Uy vương Tào Chương 189-223 | Nhậm Thành Uy vương Tào Chương 189-223 | Nhậm Thành Uy vương Tào Chương 189-223 |  |  | Yên vương Tào Vũ ?-278                  | Yên vương Tào Vũ ?-278                  | Yên vương Tào Vũ ?-278                  | Yên vương Tào Vũ ?-278                  | Yên vương Tào Vũ ?-278                  | Yên vương Tào Vũ ?-278                  |  |  |  |  |  |  |  |  |  |  |  |  |  |  |  |  |  |  |  |  |  |  |  |  |
|                                  |                                  |                                  |                                  |                                  |                                  |  |  | Ngụy Văn Đế Tào Phi 187-220-226   | Ngụy Văn Đế Tào Phi 187-220-226   | Ngụy Văn Đế Tào Phi 187-220-226   | Ngụy Văn Đế Tào Phi 187-220-226   | Ngụy Văn Đế Tào Phi 187-220-226   | Ngụy Văn Đế Tào Phi 187-220-226   |  |  |                             |  |  |  |  |  |  |  | Nhậm Thành Uy vương Tào Chương 189-223 | Nhậm Thành Uy vương Tào Chương 189-223 | Nhậm Thành Uy vương Tào Chương 189-223 | Nhậm Thành Uy vương Tào Chương 189-223 | Nhậm Thành Uy vương Tào Chương 189-223 | Nhậm Thành Uy vương Tào Chương 189-223 |  |  | Yên vương Tào Vũ ?-278                  | Yên vương Tào Vũ ?-278                  | Yên vương Tào Vũ ?-278                  | Yên vương Tào Vũ ?-278                  | Yên vương Tào Vũ ?-278                  | Yên vương Tào Vũ ?-278                  |  |  |  |  |  |  |  |  |  |  |  |  |  |  |  |  |  |  |  |  |  |  |  |  |
|                                  |                                  |                                  |                                  |                                  |                                  |  |  |                                   |                                   |                                   |                                   |                                   |                                   |  |  |                             |  |  |  |  |  |  |  |                                        |                                        |                                        |                                        |                                        |                                        |  |  |                                         |                                         |                                         |                                         |                                         |                                         |  |  |  |  |  |  |  |  |  |  |  |  |  |  |  |  |  |  |  |  |  |  |  |  |
| Ngụy Minh Đế Tào Duệ 205-226-239 | Ngụy Minh Đế Tào Duệ 205-226-239 | Ngụy Minh Đế Tào Duệ 205-226-239 | Ngụy Minh Đế Tào Duệ 205-226-239 | Ngụy Minh Đế Tào Duệ 205-226-239 | Ngụy Minh Đế Tào Duệ 205-226-239 |  |  | Đông Hải Định vương Tào Lâm ?-249 | Đông Hải Định vương Tào Lâm ?-249 | Đông Hải Định vương Tào Lâm ?-249 | Đông Hải Định vương Tào Lâm ?-249 | Đông Hải Định vương Tào Lâm ?-249 | Đông Hải Định vương Tào Lâm ?-249 |  |  |                             |  |  |  |  |  |  |  | Tế Nam vương Tào Khải                  | Tế Nam vương Tào Khải                  | Tế Nam vương Tào Khải                  | Tế Nam vương Tào Khải                  | Tế Nam vương Tào Khải                  | Tế Nam vương Tào Khải                  |  |  | Ngụy Nguyên Đế Tào Hoán 246-260-266-303 | Ngụy Nguyên Đế Tào Hoán 246-260-266-303 | Ngụy Nguyên Đế Tào Hoán 246-260-266-303 | Ngụy Nguyên Đế Tào Hoán 246-260-266-303 | Ngụy Nguyên Đế Tào Hoán 246-260-266-303 | Ngụy Nguyên Đế Tào Hoán 246-260-266-303 |  |  |  |  |  |  |  |  |  |  |  |  |  |  |  |  |  |  |  |  |  |  |  |  |
| Ngụy Minh Đế Tào Duệ 205-226-239 | Ngụy Minh Đế Tào Duệ 205-226-239 | Ngụy Minh Đế Tào Duệ 205-226-239 | Ngụy Minh Đế Tào Duệ 205-226-239 | Ngụy Minh Đế Tào Duệ 205-226-239 | Ngụy Minh Đế Tào Duệ 205-226-239 |  |  | Đông Hải Định vương Tào Lâm ?-249 | Đông Hải Định vương Tào Lâm ?-249 | Đông Hải Định vương Tào Lâm ?-249 | Đông Hải Định vương Tào Lâm ?-249 | Đông Hải Định vương Tào Lâm ?-249 | Đông Hải Định vương Tào Lâm ?-249 |  |  |                             |  |  |  |  |  |  |  | Tế Nam vương Tào Khải                  | Tế Nam vương Tào Khải                  | Tế Nam vương Tào Khải                  | Tế Nam vương Tào Khải                  | Tế Nam vương Tào Khải                  | Tế Nam vương Tào Khải                  |  |  | Ngụy Nguyên Đế Tào Hoán 246-260-266-303 | Ngụy Nguyên Đế Tào Hoán 246-260-266-303 | Ngụy Nguyên Đế Tào Hoán 246-260-266-303 | Ngụy Nguyên Đế Tào Hoán 246-260-266-303 | Ngụy Nguyên Đế Tào Hoán 246-260-266-303 | Ngụy Nguyên Đế Tào Hoán 246-260-266-303 |  |  |  |  |  |  |  |  |  |  |  |  |  |  |  |  |  |  |  |  |  |  |  |  |
|                                  |                                  |                                  |                                  |                                  |                                  |  |  |                                   |                                   |                                   |                                   |                                   |                                   |  |  |                             |  |  |  |  |  |  |  |                                        |                                        |                                        |                                        |                                        |                                        |  |  |                                         |                                         |                                         |                                         |                                         |                                         |  |  |  |  |  |  |  |  |  |  |  |  |  |  |  |  |  |  |  |  |  |  |  |  |
|                                  |                                  |                                  |                                  |                                  |                                  |  |  | Ngụy Thiếu Đế Tào Mao 242-254-260 | Ngụy Thiếu Đế Tào Mao 242-254-260 | Ngụy Thiếu Đế Tào Mao 242-254-260 | Ngụy Thiếu Đế Tào Mao 242-254-260 | Ngụy Thiếu Đế Tào Mao 242-254-260 | Ngụy Thiếu Đế Tào Mao 242-254-260 |  |  |                             |  |  |  |  |  |  |  | Ngụy Phế Đế Tào Phương 231-239-254-274 | Ngụy Phế Đế Tào Phương 231-239-254-274 | Ngụy Phế Đế Tào Phương 231-239-254-274 | Ngụy Phế Đế Tào Phương 231-239-254-274 | Ngụy Phế Đế Tào Phương 231-239-254-274 | Ngụy Phế Đế Tào Phương 231-239-254-274 |  |  |                                         |                                         |                                         |                                         |                                         |                                         |  |  |  |  |  |  |  |  |  |  |  |  |  |  |  |  |  |  |  |  |  |  |  |  |

## Các Hoàng đế Tào Nguỵ
| STT | Miếu hiệu      | Thụy hiệu                | Họ tên     | Niên hiệu                                                                        | Trị vì     |
| --- | -------------- | ------------------------ | ---------- | -------------------------------------------------------------------------------- | ---------- |
| 0   | Không có       | Cao Hoàng Đế (高皇帝)    | Tào Đằng   |                                                                                  | truy phong |
| 0   | Không có       | Thái Hoàng Đế (太皇帝)   | Tào Tung   |                                                                                  | truy phong |
| 0   | Thái Tổ (太祖) | Vũ Hoàng Đế (武皇帝)     | Tào Tháo   | Kiến An (建安) (niên hiệu của Hán Hiến Đế)                                       | truy phong |
| 1   | Thế Tổ (世祖)  | Văn Hoàng Đế (文皇帝)    | Tào Phi    | Hoàng Sơ (黄初)                                                                  | 220 -226   |
| 2   | Liệt Tổ (烈祖) | Minh Hoàng Đế (明皇帝)   | Tào Duệ    | Thái Hòa (太和) (227－233) Thanh Long (青龙) (233- 237) Cảnh Sơ (景初) (237-239) | 226 -239   |
| 3   | Không có       | Lệ Công (厉公)           | Tào Phương | Cảnh Sơ (景初) 239 Chính Thủy (正始) (240–249) Gia Bình (嘉平) (249–254)         | 239 -254   |
| 4   | Không có       | Hương Công (鄉公)        | Tào Mao    | Chính Nguyên (正元) (254-256) Cam Lộ (甘露) (256-260)                            | 254 -260   |
| 5   | Không có       | Nguyên Hoàng Đế (元皇帝) | Tào Hoán   | Cảnh Nguyên (景元) (260-264) Hàm Hy (咸熙) (264-266)                             | 260 -266   |

## Các nhân vật quan trọng
- Tào Tháo
- Tư Mã Ý
- Tào Phi
- Tào Nhân
- Tào Hồng
- Tào Chân
- Bàng Đức
- Điển Vi
- Giả Hủ
- Hạ Hầu Đôn
- Hạ Hầu Uyên
- Hứa Chử
- Lý Điển
- Lưu Hoa
- Mãn Sủng
- Nhạc Tiến
- Quách Gia
- Tuân Du
- Tuân Úc
- Trình Dục
- Trương Cáp
- Trương Liêu
- Từ Hoảng
- Quách Hoài
- Tào Duệ
- Tào Phương
- Tào Hoán
- Tào Mao
- Tào Thực
- Tào Chương
- Tư Mã Chiêu
- Tư Mã Sư
- Tư Mã Viêm
- Vu Cấm
- Chung Hội
- Đặng Ngải